# Поверочная схема
Поверочная схема для средств измерений — нормативный документ, устанавливающий соподчинение средств измерений, участвующих в передаче размера единицы от эталона рабочим средствам измерений (с указанием методов и погрешности при передаче). Различают государственные и локальные поверочные схемы, ранее существовали также ведомственные ПС.
- Государственная поверочная схема распространяется на все средства измерений данной физической величины, применяемые в стране, например, на средства измерений электрического напряжения в определённом диапазоне частот. Устанавливая многоступенчатый порядок передачи размера единицы физической величины от государственного эталона, требования к средствам и методам поверки, государственная поверочная схема представляет собой структуру метрологического обеспечения определённого вида измерений в стране. Эти схемы разрабатываются главными центрами эталонов и оформляются одним ГОСТом ГСИ.
- Локальные поверочные схемы распространяются на средства измерений, подлежащие поверке в данном метрологическом подразделении на предприятии, имеющем право поверки средств измерений и оформляются в виде стандарта предприятия. Ведомственные и локальные поверочные схемы не должны противоречить государственным и должны учитывать их требования применительно к специфике конкретного предприятия.
- Ведомственная поверочная схема разрабатывается органом ведомственной метрологической службы, согласовывается с главным центром эталонов – разработчиком государственной поверочной схемы средств измерений данной физической величины и распространяется только на средства измерений, подлежащие внутриведомственной поверке.

## Нормативная документация
- ГОСТ 8.061-80 ГСИ. Поверочные схемы. Содержание и построение Архивная копия от 4 марта 2016 на Wayback Machine
- РМГ 29—2013 ГСИ. МЕТРОЛОГИЯ. Основные термины и определения